# Chrášťany u Rakovníka

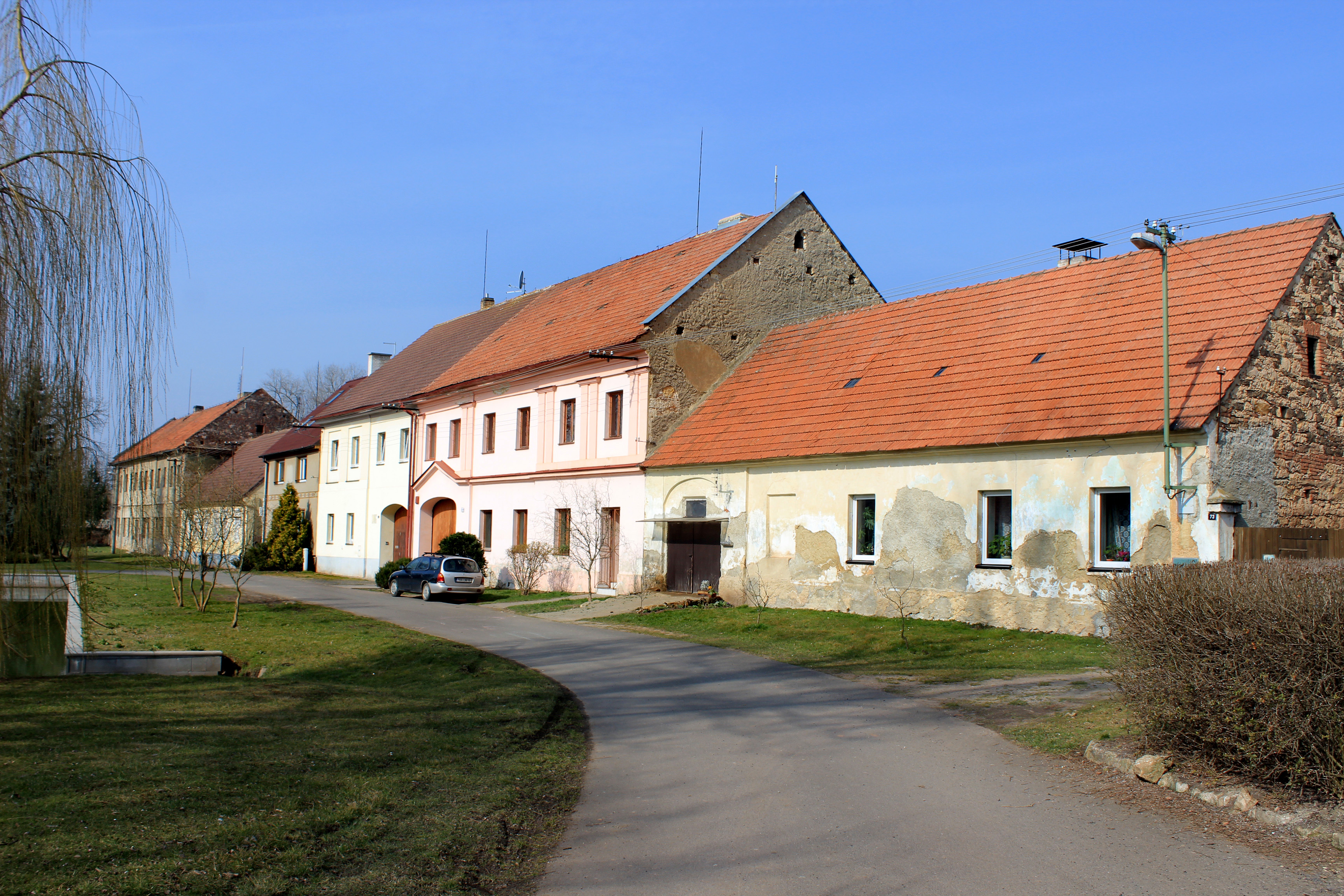
Der Dorfplatz

Chrášťany (deutsch Kroschau, 1939–45 Kraschau) ist eine Gemeinde in Tschechien. Sie liegt sieben Kilometer nordwestlich von Rakovník und gehört zum Okres Rakovník.

## Geographie
Chrášťany befindet sich in der Rakovnická kotlina (Rakonitzer Kessel) im Rakonitzer Hügelland. Nordöstlich erhebt sich der Kozlov (411 m) und im Südosten der Strže (404 m). Am nordwestlichen Ortsausgang kreuzen sich die Bahnstrecken Rakovník–Louny und Krupá–Kolešovice.
Nachbarorte sind Povlčín, Milostín und Nový Dvůr im Norden, Krupá im Nordosten, Bory, Lišany und Ovčín im Osten, Lužná, Rozvodna und Olešná im Südosten, Zákonův Mlýn, Samota-Senomaty, Senomaty und Nouzov im Süden, Přílepský Mlýn und Přílepy im Südwesten, Kněževes im Westen sowie Hořesedly, Veclov, Rozkoš und Svojetín im Nordwesten.

## Geschichte
Archäologische Funde belegen eine Besiedlung des Gemeindegebiets seit dem 6. Jahrtausend v. Chr. Dazu gehören u. a. bronzezeitliche Körpergräber und römische Münzen mit dem Porträt der Iulia.
Die erste schriftliche Erwähnung des zu den Pürglitzer Lehen gehörigen Gutes Kraschan erfolgte im Jahre 1295 im Zusammenhang mit einem Unka de Kraschan. Nach dem durch König Ottokar II. Přemysl eingeführten Lehenssystem zur Gewährleistung des Schutzes der Burg Křivoklát waren die freien Untertanen zur Verteidigung der Burg verpflichtet oder hatten anderweitige Dienste zu leisten. Mit Kraschan waren mehrere Vasallen belehnt; der Besitzer des einen Anteils war verpflichtet, nach Aufforderung des Burggrafen gerüstet auf Křivoklát zu erscheinen und dort solange zu bleiben, wie es der Herrscher befahl. Im Jahre 1478 überließ König Vladislav II. Jagiello das Lehngut Kraschan zusammen mit dem Gut Woleschna erblich seinem Höfling Georg von Ebersdorf, der sich später Georg Birka von Nassidl (Bírka z Násidle) nannte und 1490 zum Pürglitzer Burghauptmann ernannt wurde. Dieser ließ 1507 in Woleschna einen Hof mit Feste anlegen, nahm dort seinen Sitz und legte sich das Prädikat von Woleschna zu. 1510 erbten seine Söhne das Gut. Sie verkauften Woleschna und Kraschan 1530 an den Ritter Johann von Slowitz (Jan Šlovský ze Šlovic), der sich danach auch von Woleschna nannte und 1573 verstarb. Ab 1550 gehörte die Herrschaft Woleschna gemeinschaftlich Johann von Slowitz und seinem Sohn Georg, 1574 schlugen die Brüder Georg und Christoph von Slowitz das Lehngut Chrášťany der Herrschaft Woleschna zu. Ihnen folgte Adam von Slowitz, der die Herrschaft Woleschna 1616 seiner Frau Katharina Rosina geborene Rensperger von Rensperg überschrieb. Wenig später erwarb Christoph Jaroslaw Kolowrat-Krakowsky die Herrschaft. Die Herren von Kolowrat hielten die Herrschaft bis 1671. Anschließend wechselten die Besitzer oftmals. Von 1672 bis 1678 gehörte die Herrschaft Ludmilla Maria Zeller von Rosenthal und ab 1690 Helfried Freiherr von Kaiserstein. Dieser ließ zwischen 1690 und 1692 bei Kroschau einen neuen Meierhof anlegen, der den Namen Neuhof erhielt. Im Jahre 1700 erwarb Peter Ernst von Mollart die Herrschaft durch Heirat mit Marie Ludmilla von Kaiserstein. Später besaßen Peter Ernst und Johann Nepomuk von Mollart die Herrschaft gemeinsam. Ab 1734 war letzterer alleiniger Besitzer, 1741 erbte seine Schwester Maria Anna Gräfin Meraviglia den Besitz. 1776 erbte Maria Annas Witwer Johann Stephan Graf Meraviglia die Herrschaft Woleschna, drei Jahre später folgte sein Sohn Anton Graf Meraviglia-Crivelli. Dieser ließ beim Neuhof ein Dorf mit sechs Chaluppen anlegen. 1802 wurde in Kroschau eine Winkelschule eingerichtet, der Unterricht erfolgte wechselnd an verschiedenen Plätzen. Im Jahre 1808 hinterließ Anton Graf Meraviglia-Crivelli die Herrschaft 1808 seiner Frau, Eleonora geborene Gräfin von Traun. 1818 erbte ihr Sohn Anton Graf Meraviglia-Crivelli die Herrschaft Woleschna. Er unterstützte im Jahre 1833 den Bau eines Schulhauses mit 400 Gulden. Anton Graf Meraviglia-Crivelli verkaufte die Herrschaft 1836 für 220.000 Gulden sowie 500 Dukaten Schlüsselgeld an Karl Egon II. zu Fürstenberg, der Woleschna seinen vereinigten Herrschaften und Gütern Pürglitz, Kruschowitz, Nischburg, Wschetat, Skřiwan und Podmokl zuschlug.
Im Jahre 1843 bestand das an der Alten Karlsbader Straße gelegene Dorf Kroschau / Chrassťian aus 71 Häusern mit 582 Einwohnern. Im Ort gab es eine unter dem Patronat der Gemeinde stehende Schule, einen Meierhof und ein Wirtshaus. Pfarrort war Herrndorf. Bis zur Mitte des 19. Jahrhunderts blieb Kroschau dem an die Herrschaft Pürglitz angeschlossenen landtäfligen Allodialgut Woleschna untertänig.
Nach der Aufhebung der Patrimonialherrschaften bildete Chrášťan / Kroschau ab 1850 mit dem Ortsteil Nový Dvůr / Neuhof eine Gemeinde im Bezirk und Gerichtsbezirk Rakonitz. Nach dem Tode des Karl Egon II. zu Fürstenberg erbte 1854 dessen zweitgeborener Sohn Max Egon I. die Pürglitzer Güter. 1883 erhielt das Dorf mit der Bahnstrecke Krupá–Kolešovice einen Eisenbahnanschluss. Im selben Jahre bildete sich die Freiwillige Feuerwehr. 1896 wurde der Neue Friedhof angelegt. Zwischen 1902 und 1904 entstand bei Chrášťany mit der Bahnstrecke Rakovník–Louny eine weitere Eisenbahnverbindung. Im Jahre 1918 verkaufte die Familie Fürstenberg das Schloss und Gut Olešná an die Stadt Rakovník. Im Jahre 1932 lebten in Chrášťany mit Nový Dvůr 1050 Personen. Am 18. September 1938 wurde auf dem Friedhof der an der deutschen Grenze bei Schwaderbach erschossene Gendarm Josef Falber unter Teilnahme von 6000 Trauergästen beigesetzt. Wenig später wurde infolge des Münchner Abkommens die deutsche Grenze bis an das benachbarte Kněževes verschoben.
Während der deutschen Besetzung der „Resttschechei“ musste sich der jüdische Händler Emil Landa mit seiner Frau Anna und der Tochter Irene am 18. Februar 1942 auf dem Bahnhof Kladno einfinden, von wo sie nach Auschwitz abtransportiert wurden; die gesamte Familie wurde dort ermordet. Am 7. März 1945 passierte ein Todesmarsch von ca. 2500 ausgemergelten Häftlingen das Dorf, weitere folgten. In den letzten Tagen des Zweiten Weltkrieges konnte die Freiwilligenpatrouille von Chrášťany am 9. Mai 1945 eine deutsche Flak erbeuten und bei Nový Dvůr den am Massaker von Lidice beteiligten Gestapo-Angehörigen Rudolf Vlček aus Kladno festnehmen. Die Rote Armee besetzte das Dorf am nächsten Tag. Der reguläre Verkehr auf der Bahnstrecke Krupá–Kolešovice wurde 2006 eingestellt, seit dieser Zeit dient die Strecke als Museumsbahn. Chrášťany ist heute eines der Zentren des Hopfenbaus im Okres Rakovník.

## Gemeindegliederung
Die Gemeinde Chrášťany besteht aus den Ortsteilen Chrášťany (Kroschau) und Nový Dvůr (Neuhof). Zu Chrášťany gehört außerdem die Einschicht Bory.

## Sehenswürdigkeiten
- Kapelle der hl. Barbara, erbaut 1856–1916 an Stelle eines maroden Vorgängerbaus. Die Bauzeit von über 60 Jahren war dem Geldmangel geschuldet, der immer wieder zu längeren Unterbrechungen des Baus geführt hatte. Zwischen 2005 und 2006 wurde die Kapelle saniert.
- Statue des hl. Isidor an der Schule, die 1717 auf Kosten der Gemeinde geschaffene Figur wurde 1832 einschließlich des Sockels restauriert. Sie gilt als Kulturdenkmal.
- Statue des hl. Rosario, östlich von Chrášťany an der Kreuzung mit der Bahnstrecke Kolešovice-Krupá, sie wurde 1714 geschaffen
- Statue des hl. Alois an der Barbarakapelle, sie wurde ebenfalls in der ersten Hälfte des 18. Jahrhunderts geschaffen. Am Sockel befinden sich die Wappen von Joseph Anton von Mollart und seiner Frau Maria Aloisia von Lamberg. Sie gilt als Kulturdenkmal.
- Statue des hl. Prokop aus dem Jahre 1721, am Friedhof. Die Sockelinschrift Nelekej se nikdy zlého – důvěřujte v Boha svého – neboť mocnou rukou brání před žihutím hromu uchrání (Das Böse wird niemanden erschrecken, der Gott vertraut und von seiner mächtigen Hand vor dem Höllengetöse geschützt wird), wurde 1821 im Zuge einer Restaurierung angebracht. Bei der Errichtung des neuen Friedhofs im Jahre 1896 wurde die zum Kunstwerk gehörige Figur des angeketteten Teufels als zu häßlich empfunden und entfernt. Die Statue ist als Kulturdenkmal geschützt.
- Glockenturm im Schulgarten im Unterdorf
- Kreuz an der Straße von Chrášťany nach Kněževes, gestiftet 1882 vom Steinmetz Miler.
- Schulhaus in Chrášťany, errichtet 1833
- Denkmal für die Gefallenen des Ersten Weltkrieges, enthüllt 1923. Es wurde 2008 restauriert.
- Jan-Hus-Denkmal aus dem Jahre 1915. 2008 erfolgte seine Restaurierung.
- Kreuz mit Heiligenbild in Bory, das Kreuz erinnert an die 16-jährige Hegerstochter Maruška Šnoblová, die an der Stelle am 13. Juli 1903 vom Blitz erschlagen wurde.
- Rudolf-Radda-Kreuz an der Straße nach Olešná, es wurde 1819 von seinen Eltern zum Dank für die Genesung des an dieser Stelle bei einem Sturz vom Pferd lebensgefährlich Verletzten errichtet
- Geburtshaus von Josef Kounovský
- Friedhof mit Grab von Josef Falber

## Söhne und Töchter der Gemeinde
- Josef Gregor (1855–1927), Amateurarchäologe und Denkmalschützer
- Josef Donát (1858–1937), Elektrotechniker und Erfinder der elektrisch regulierten Bogenlampe
- Josef Kounovský (1878–1949), Mathematiker
- Josef Falber (1911–1938), der Sergeant der Tschechoslowakischen Gendarmerie wurde am 13. September 1938 bei einer Evakuierungsaktion tschechoslowakischer Zöllner aus dem vom Deutschen Schutzdienst besetzten Zollhaus Schwaderbach erschossen und fünf Tage später in Chrášťany beigesetzt. An der Trauerfeier nahmen 6000 Menschen teil.